# Gilmar
Gilmar, Gylmar dos Santos Neves (Santos, 1930. augusztus 22. – 2013. augusztus 25.) kétszeres világbajnok brazil labdarúgó, kapus.

## Pályafutása

### Klubcsapatban
A santosi Jabaquara csapatában kezdte a labdarúgást. 1951 és 1961 között a Corinthians együttesében védett. 1961-ben a Santos csapatához igazolt és futball-történelem egyik legsikeresebb csapatának a tagja lett. Öt brazil bajnoki címet kettő Libertadores-kupa győzelmet és kettő Interkontinentális kupa győzelmet ért el a csapattal. Az aktív labdarúgást 1969-ben fejezte be.

### A válogatottban
1953 és 1969 között 94 alkalommal szerepelt a brazil válogatottban. Három világbajnokságon vett részt 1958 és 1966 között. Tagja volt az 1958-as és 1962-es világbajnok csapatnak.

## Sikerei, díjai
- Világbajnokság
  - világbajnok: 1958, 1962
- Brazil bajnokság
  - bajnok: 1961, 1962, 1963, 1964, 1965
- Libertadores-kupa
  - győztes: 1962, 1963
- Interkontinentális kupa
  - győztes: 1962, 1963